# Мария Елизабет фон Лайнинген-Дагсбург-Харденбург
Мария Елизабет фон Лайнинген-Дагсбург-Харденбург (на немски: Marie Elisabeth von Leiningen-Dagsburg; * 10 март 1648, замък Харденбург до Дюркхайм, Германия; † 13 април 1724, Августенбург, Дания) е графиня от Лайнинген-Дагсбург-Харденбург и чрез женитба графиня на Алефелд и господарка на Риксинген-Лангеланд.

## Произход
Тя е дъщеря на граф Фридрих Емих фон Лайнинген-Дагсбург-Харденбург (1621 – 1698) и съпругата му графиня Сибила фон Валдек-Вилдунген (1619 – 1678), дъщеря на граф Кристиан фон Валдек-Вилдунген (1585 – 1637) и графиня Елизабет фон Насау-Зиген (1584 – 1661). Сестра е на графовете Емих XIV (1649 – 1684) и Йохан Фридрих (1661 – 1722).
Мария Елизабет умира на 13 април 1724 в Августенбург, Дания, на 76 години. Погребана е в църквата Транекаер.

## Фамилия
Мария Елизабет се омъжва на 1 декември 1668 г. в Емихсбург за политика на датска служба граф Фридрих I фон Алефелд, господар на Риксинген-Лангеланд и Маримонт (* 1623; † 7 юли 1686, Копенхаген), син на граф Фридрих фон Алефелд (1594 – 1657) и Бригита фон Алефелд (1600 – 1632). Тя е втората му съпруга. Те имат три деца:
- Карл фон Алефелд (1670 – 1722) граф на Алефелд-Риксинген-Лангеланд, женен за графиня Улрика Антоанета фон Данескиолд-Лаурвиг (1686 – 1755)
- Шарлота Сибила фон Алефелд-Лангеланд (1672 – 1716), омъжена на 12 януари 1696 г. в Хамбург за граф Георг Лудвиг фон Золмс-Рьоделхайм (1664 – 1716)
- София Амалия фон Алефелд (1675 – 1741), омъжена на 27 ноември 1694 г. в Хамбург за принц Фридрих Вилхелм фон Шлезвиг-Холщайн-Зондербург-Августенбург (1668 – 1714)